# Dina Carroll
Dina Carroll (* 21. August 1968 als Geraldine Carroll in Newmarket, England) ist eine britische R&B- und Pop-Sängerin, die Anfang der 1990er Jahre mit Songs wie Don’t Be a Stranger, The Perfect Year (beide 1993) und Escaping (1996) kurzfristig zu den erfolgreichsten Künstlerinnen ihrer Heimat aufstieg.

## Biografie
Carrolls erste professionelle Aufnahmen entstanden Mitte der 1980er Jahre, mit einem Remake eines alten Dionne-Warwick-Songs, Walk on By, gelang ihr 1989 der erste kleinere Erfolg. Eine weitere Cover-Version, eine Dance-Fassung von Carole Kings It’s Too Late, entstand mit dem Projekt Quartz – der erste Top-10-Erfolg ihrer Karriere.
Carrolls erste Solo-Hits in den oberen Chartsregionen folgten 1992: Ain’t No Man, Special Kind of Love und So Close. Mit dem zuletzt genannten Song versuchte sie auch auf dem amerikanischen Markt Fuß zu fassen, ein Unterfangen, das auf Platz 95 der Charts scheiterte. In ihrer Heimat lief es dagegen großartig: Carroll wurde 1994 als „Sängerin des Jahres“ bei den BRIT Awards ausgezeichnet. Ihr im Vorjahr veröffentlichtes Debütalbum So Close verkaufte sich über anderthalb Millionen Mal und lag in der britischen Jahresendauswertung 1993 auf Platz vier. Sechs Singles wurden erfolgreich aus der CD ausgekoppelt, am erfolgreichsten war dabei die sechste: Don’t Be a Stranger, eine emotionale Ballade, kletterte in Großbritannien bis auf Platz drei. Kurz darauf gelang ihr ein weiterer Top-5-Erfolg mit The Perfect Year aus dem Musical Sunset Boulevard.
Vertragliche Schwierigkeiten behinderten in den folgenden Jahren Carrolls Karriere, erst 1996 erschien das Nachfolgealbum Only Human, das wie der Vorgänger auf Platz zwei der britischen Charts landete. Auch die Single Escaping schaffte den Sprung unter die Top-3. Langfristig gelang es Carroll jedoch nicht, an diese Erfolge anzuknüpfen. Eine Albumveröffentlichung im Jahre 1998 wurde immer wieder verschoben und schließlich komplett ausgesetzt. Mit Singles wie One, Two, Three (1998) oder Without Love (1999) hielt sich die Sängerin zwar in den britischen Top-20, dennoch versandete ihre Karriere allmählich. Ihr letzter Hit datiert aus dem Jahre 2001: Someone Like You stammt aus dem Album The Very Best of… und dem Soundtrack zu Bridget Jones – Schokolade zum Frühstück.
Schwierigkeiten mit ihrem Management, der Verlust ihres Plattenvertrags und gesundheitliche Probleme drängten Carrolls Karriere endgültig ins Abseits. Nach einer weiteren Compilation mit Hits und bislang unveröffentlichten Songs zog sich die Sängerin ins Privatleben zurück.

## Diskografie

### Alben
| Jahr | Titel            | Höchstplatzierung, Gesamtwochen, AuszeichnungChartplatzierungen (Jahr, Titel, Platzierungen, Wochen, Auszeichnungen, Anmerkungen) | Höchstplatzierung, Gesamtwochen, AuszeichnungChartplatzierungen (Jahr, Titel, Platzierungen, Wochen, Auszeichnungen, Anmerkungen) | Höchstplatzierung, Gesamtwochen, AuszeichnungChartplatzierungen (Jahr, Titel, Platzierungen, Wochen, Auszeichnungen, Anmerkungen) | Höchstplatzierung, Gesamtwochen, AuszeichnungChartplatzierungen (Jahr, Titel, Platzierungen, Wochen, Auszeichnungen, Anmerkungen) | Anmerkungen                                           |
| Jahr | Titel            | DE | AT | UK | US | Anmerkungen                                           |
| ---- | ---------------- | --- | --- | --- | --- | ----------------------------------------------------- |
| 1993 | So Close         | DE69 (9 Wo.)DE | — | UK2 ×4Vierfachplatin · (63 Wo.)UK                                                                                                 | — |                                                       |
| 1996 | Only Human       | — | — | UK2 Platin · (13 Wo.)UK | — |                                                       |
| 2001 | The Very Best Of | — | — | UK15 Silber · (4 Wo.)UK | — | in Europa als Someone Like You erschienen Kompilation |

Weitere Alben
- 1993: Remix Collection
- 2004: The Collection (Kompilation)

### Singles
| Jahr | Titel Album                                      | Höchstplatzierung, Gesamtwochen, AuszeichnungChartplatzierungen (Jahr, Titel, Album, Platzierungen, Wochen, Auszeichnungen, Anmerkungen) | Höchstplatzierung, Gesamtwochen, AuszeichnungChartplatzierungen (Jahr, Titel, Album, Platzierungen, Wochen, Auszeichnungen, Anmerkungen) | Höchstplatzierung, Gesamtwochen, AuszeichnungChartplatzierungen (Jahr, Titel, Album, Platzierungen, Wochen, Auszeichnungen, Anmerkungen) | Höchstplatzierung, Gesamtwochen, AuszeichnungChartplatzierungen (Jahr, Titel, Album, Platzierungen, Wochen, Auszeichnungen, Anmerkungen) | Anmerkungen                     |
| Jahr | Titel Album                                      | DE | AT | UK | US | Anmerkungen                     |
| ---- | ------------------------------------------------ | --- | --- | --- | --- | ------------------------------- |
| 1991 | It’s Too Late Perfect Timing                     | — | AT21 (11 Wo.)AT | UK8 (14 Wo.)UK | — | Quartz introducing Dina Carroll |
| 1991 | Naked Love (Just Say You Want Me) Perfect Timing | — | AT27 (3 Wo.)AT | UK39 (3 Wo.)UK | — | Quartz mit Dina Carroll         |
| 1992 | Ain’t No Man So Close                            | DE63 (8 Wo.)DE | — | UK16 (8 Wo.)UK | — |                                 |
| 1992 | Special Kind of Love So Close                    | DE60 (12 Wo.)DE | — | UK16 (5 Wo.)UK | — |                                 |
| 1992 | So Close                                         | — | — | UK20 (8 Wo.)UK | US95 (2 Wo.)US |                                 |
| 1993 | This Time So Close                               | — | — | UK23 (6 Wo.)UK | — |                                 |
| 1993 | Express So Close                                 | — | — | UK12 (6 Wo.)UK | — |                                 |
| 1993 | Don’t Be a Stranger So Close                     | — | — | UK3 Silber · (13 Wo.)UK | — |                                 |
| 1993 | The Perfect Year So Close (Reissue)              | — | — | UK5 Silber · (11 Wo.)UK | — |                                 |
| 1996 | Escaping Only Human                              | — | — | UK3 (8 Wo.)UK | — |                                 |
| 1996 | Only Human                                       | — | — | UK33 (3 Wo.)UK | — |                                 |
| 1997 | Only Human / Run to You Only Human               | — | — | UK71 (1 Wo.)UK | — |                                 |
| 1998 | One, Two, Three Dina Carroll                     | — | — | UK16 (4 Wo.)UK | — |                                 |
| 1999 | Without Love Dina Carroll                        | — | — | UK13 (7 Wo.)UK | — |                                 |
| 2001 | Someone Like You The Very Best Of                | — | — | UK38 (2 Wo.)UK | — |                                 |

Weitere Singles
- 1985: One Nation / Set It Off (Masquerade feat. Dina Carroll)
- 1989: Walk on By
- 1989: Me sienta sola (We Are One)
- 1989: People All Around the World
- 1990: Don’t Stop the Music (Simon Harris starring Dina Carroll & Monte Luv)
- 1993: Here
- 1996: Livin’ for the Weekend
- 1997: Run to You
- 1998: Mind Body & Soul
- 1999: Say You Love Me
- 2001: Good to Me

## Auszeichnungen für Musikverkäufe
Anmerkung: Auszeichnungen in Ländern aus den Charttabellen bzw. Chartboxen sind in ebendiesen zu finden.
| Land/RegionAuszeichnungen für Musikverkäufe (Land/Region, Auszeichnungen, Verkäufe, Quellen) | Silber     | Gold | Platin     | Verkäufe  | Quellen   |
| -------------------------------------------------------------------------------------------- | ---------- | ---- | ---------- | --------- | --------- |
| Vereinigtes Königreich (BPI)                                                                 | 3× Silber3 | —    | 5× Platin5 | 1.960.000 | bpi.co.uk |
| Insgesamt                                                                                    | 3× Silber3 | —    | 5× Platin5 |           |           |